# 佩斯托沃
58°36′N 35°49′E / 58.600°N 35.817°E
佩斯托沃，是俄羅斯諾夫哥羅德州的一個城市，位於該州的東部莫洛加河畔。2002年人口15,990人。
1495年首見於文獻。1965年設市。